# Torre das Cabaças
La torre das Cabaças o torre do Relógio (en portugués: torre de las Calabazas o torre del Reloj) es una torre de mediados del siglo XV ubicada en la freguesia de Marvila, en Santarém (Portugal). Fue levantada en tiempos de Manuel I de Portugal sobre una estructura defensiva aneja a las murallas del castillo de Santarém. Es monumento nacional desde 1928. Actualmente alberga un museo.
El nombre das Cabaças se popularizó a finales del siglo XVIII debido a la colocación de ocho calabazas de barro sobre un soporte de hierro que aguanta una campana de bronce de grandes dimensiones, fundida en 1604. El pueblo identificó las cabezas huecas con las de sus concejales.
La torre es de planta cuadrada y estilo manierista. Posee 26,80 metros de altura y tan sólo 8 ventanas. El citado remate amplifica el sonido de la campana, que suena de acuerdo a las horas que marca el reloj.